# إيباهيرناندو
بلدية إيباهيرناندو (بالإسبانية: Ibahernando)‏، هي بلدية تقع في مقاطعة قصرش والتي تقع في منطقة إكستريمادورا، غرب إسبانيا.
يبلغ عدد سكانها 658 نسمة وفقاً لإحصائية سنة (2002).